# Labé (ciudad)
Labé es una localidad de la prefectura de Labé en la región de Labé, Guinea, con una población censada en marzo de 2014 de 141 730 habitantes.
Se encuentra ubicada al norte del país, cerca de la frontera con Senegal.